# José Monteiro Ribeiro Junqueira
José Monteiro Ribeiro Junqueira (Leopoldina, 27 de agosto de 1871 — Rio de Janeiro, 14 de maio de 1946) foi um advogado, magistrado, agropecuarista, banqueiro e político brasileiro.
Foi membro de notável família, por parte de seu pai descendia dos poderosos Ribeiro Junqueira que comandava as oligarquias sul-mineiras das regiões de Carmo de Minas, Cruzília e Baependi, era bisneto de Gabriel Francisco Junqueira, que foi deputado e posteriormente Barão de Alfenas e do sargento-mor Custódio Ribeiro Pereira Guimarães, era ainda sobrinho de prestigiados políticos da região de Carmo de Minas, sendo sobrinho de Francisco Ribeiro Junqueira, Barão de Cristina e do Coronel Gabriel Ribeiro Junqueira. Pela parte de sua mãe era membro da notável família Monteiro de Barros, sendo sobrinho neto do Visconde de Niterói, do Barão de Sabará, Barão de Paraopeba e do Visconde de Congonhas do Campo.
Nasceu na localidade de Santa Isabel, município de Leopoldina, Minas Gerais em 1871. Formou-se na Faculdade de Direito de São Paulo, onde se graduou em 1894. No mesmo ano, elegeu-se deputado estadual pelo Sul de Minas, tendo sido reeleito em 1898 pela Zona da Mata Mineira. Foi eleito agente executivo, cargo equivalente ao de prefeito, da cidade de Leopoldina em 1903 e, nesse mesmo ano, elegeu-se deputado federal por Minas Gerais. Reelegeu-se deputado federal seguidas vezes, tendo exercido o cargo até 1930.
Casou-se em 31 de julho de 1895 na Fazenda Pensilvânia, em Leopoldina com a prima Helena de Andrade Ribeiro Junqueira, filha de seu tio Joaquim Cândido Ribeiro e de Maria Esmene de Andrade Ribeiro.
Em 1905, fundou a Companhia Força e Luz Cataguazes-Leopoldina, responsável pela construção da Usina Maurício, primeira usina hidrelétrica da região. Em 1906, participou do Convênio de Taubaté, sendo um dos signatários. No mesmo ano, fundou com o seu irmão Custódio o Ginásio Leopoldinense, do qual foi diretor de 1925 a 1927. Em 1911, fundou a construtora Zona da Matta e, em 1912, o Banco Ribeiro Junqueira.
Em 1933, juntamente com outras lideranças políticas como Venceslau Brás, Gustavo Capanema e Antônio Carlos Ribeiro de Andrada, fundou o antigo Partido Progressista de Minas Gerais. Participou da Assembléia Nacional Constituinte de 1933 a 1934. Em 1935, foi eleito senador para um mandato que cumpriria até 1937, quando foi instaurado o Estado Novo. Ribeiro Junqueira foi ainda Secretário da Agricultura de Minas Gerais. Faleceu no Rio de Janeiro em 1946.
Em sua homenagem, o distrito de Campo Limpo, em Leopoldina, recebeu o nome de Ribeiro Junqueira em 1948.

## Genealogia
| José Monteiro Ribeiro Junqueira | Pai: José Ribeiro Junqueira                                 | Avô paterno: Coronel Antônio José Ribeiro de Carvalho                  | Bisavô paterno: Sargento-Mor Custódio Ribeiro Pereira Guimarães |
| José Monteiro Ribeiro Junqueira | Pai: José Ribeiro Junqueira                                 | Avô paterno: Coronel Antônio José Ribeiro de Carvalho                  | Bisavó paterna: Maria Ribeiro                                   |
| José Monteiro Ribeiro Junqueira | Pai: José Ribeiro Junqueira                                 | Avó paterna: Helena Nicézia Junqueira                                  | Bisavô paterno: Gabriel Francisco Junqueira, Barão de Alfenas   |
| José Monteiro Ribeiro Junqueira | Pai: José Ribeiro Junqueira                                 | Avó paterna: Helena Nicézia Junqueira                                  | Bisavó paterna: Ignácia Constança de Andrade                    |
| José Monteiro Ribeiro Junqueira | Mãe: Antônia Augusta Monteiro Lobato Galvão de São Martinho | Avô materno: Antonio Augusto Monteiro de Barros Galvão de São Martinho | Bisavô materno: Manuel José Monteiro de Barros                  |
| José Monteiro Ribeiro Junqueira | Mãe: Antônia Augusta Monteiro Lobato Galvão de São Martinho | Avô materno: Antonio Augusto Monteiro de Barros Galvão de São Martinho | Bisavó materna: Inês de Castro Galvão de São Martinho           |
| José Monteiro Ribeiro Junqueira | Mãe: Antônia Augusta Monteiro Lobato Galvão de São Martinho | Avó materna: Maria de Nazaré Negreiros Sayão Lobato                    | Bisavô materno: João Evangelista de Faria Lobato                |
| José Monteiro Ribeiro Junqueira | Mãe: Antônia Augusta Monteiro Lobato Galvão de São Martinho | Avó materna: Maria de Nazaré Negreiros Sayão Lobato                    | Bisavó materna: Maria Isabel Manso Saião                        |

| Helena de Andrade Ribeiro Junqueira | Pai: Joaquim Cândido Ribeiro         | Avô paterno: Coronel Antônio José Ribeiro de Carvalho | Bisavô paterno: Sargento-Mor Custódio Ribeiro Pereira Guimarães |
| Helena de Andrade Ribeiro Junqueira | Pai: Joaquim Cândido Ribeiro         | Avô paterno: Coronel Antônio José Ribeiro de Carvalho | Bisavó paterna: Maria Ribeiro                                   |
| Helena de Andrade Ribeiro Junqueira | Pai: Joaquim Cândido Ribeiro         | Avó paterna: Helena Nicézia Junqueira                 | Bisavô paterno: Gabriel Francisco Junqueira, Barão de Alfenas   |
| Helena de Andrade Ribeiro Junqueira | Pai: Joaquim Cândido Ribeiro         | Avó paterna: Helena Nicézia Junqueira                 | Bisavó paterna: Ignácia Constança de Andrade                    |
| Helena de Andrade Ribeiro Junqueira | Mãe: Maria Esmene de Andrade Botelho | Avô materno: Fidélis de Andrade Botelho               | Bisavô materno: Francisco Ignacio de Andrade Botelho            |
| Helena de Andrade Ribeiro Junqueira | Mãe: Maria Esmene de Andrade Botelho | Avô materno: Fidélis de Andrade Botelho               | Bisavó materna: Maria Esmênia de Andrade                        |
| Helena de Andrade Ribeiro Junqueira | Mãe: Maria Esmene de Andrade Botelho | Avó materna: Emerenciana Eliza de Andrade             | Bisavô materno: Antônio Caetano de Andrade                      |
| Helena de Andrade Ribeiro Junqueira | Mãe: Maria Esmene de Andrade Botelho | Avó materna: Emerenciana Eliza de Andrade             | Bisavó materna: Helena Constância de Andrade                    |